# Calle General Concha
La calle General Concha es una calle ubicada en el centro de la villa de Bilbao. Se inicia en la calle Elcano, a la altura de la plaza Pedro Eguillor, en las inmediaciones de la plaza Moyúa, y finaliza en la calle Pablo Picasso, junto a la Plaza de toros de Vista Alegre, atravesando perpendicularmente en su recorrido la calle Autonomía.

## Edificios de interés
Diversos edificios reseñables rodean la Calle General Concha:

### Edificios
- Hotel Ibis, antiguos cines Ideales.
- Plaza de toros de Vista Alegre.

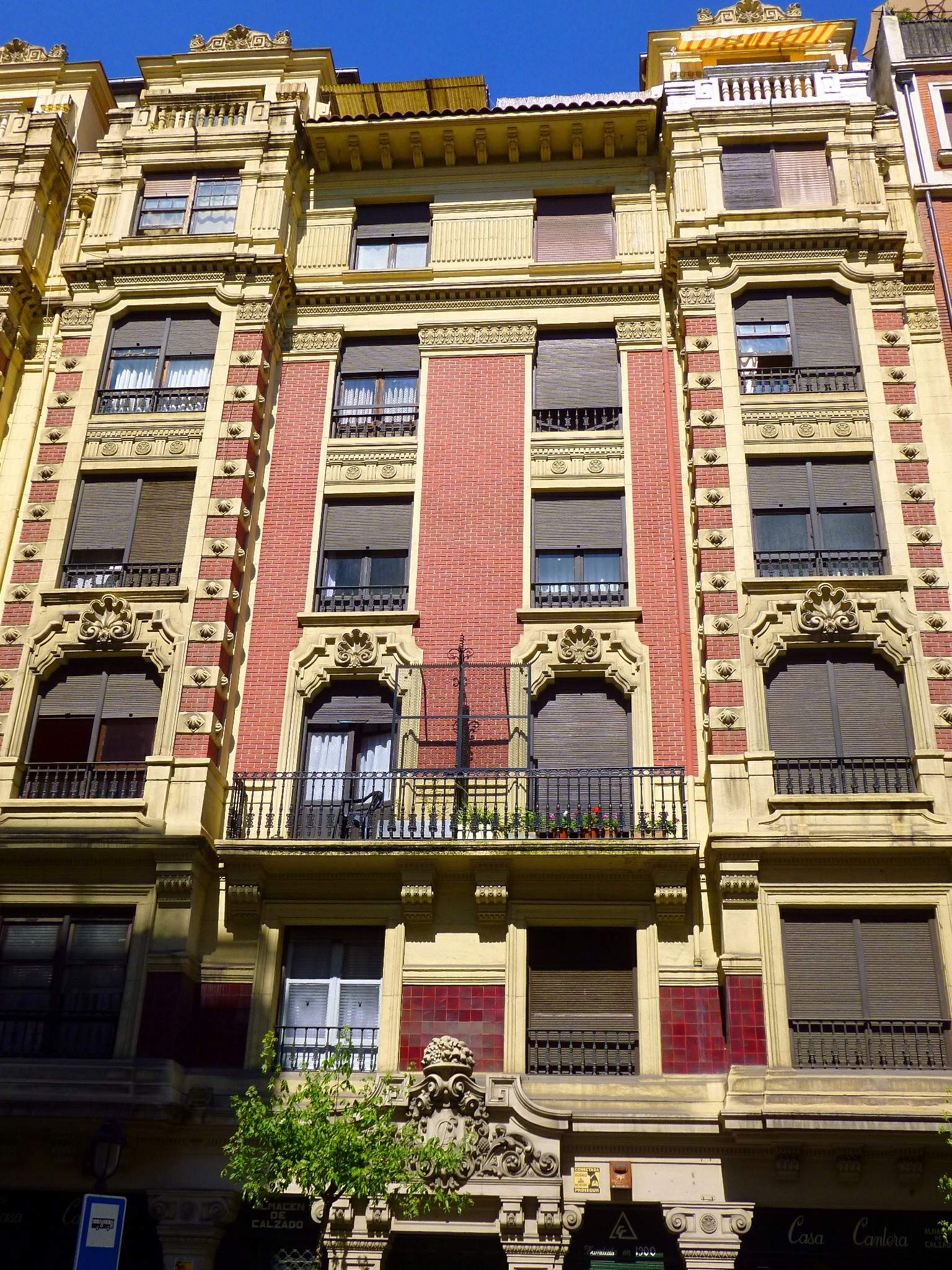
Detalle de la fachada de un edificio en General Concha
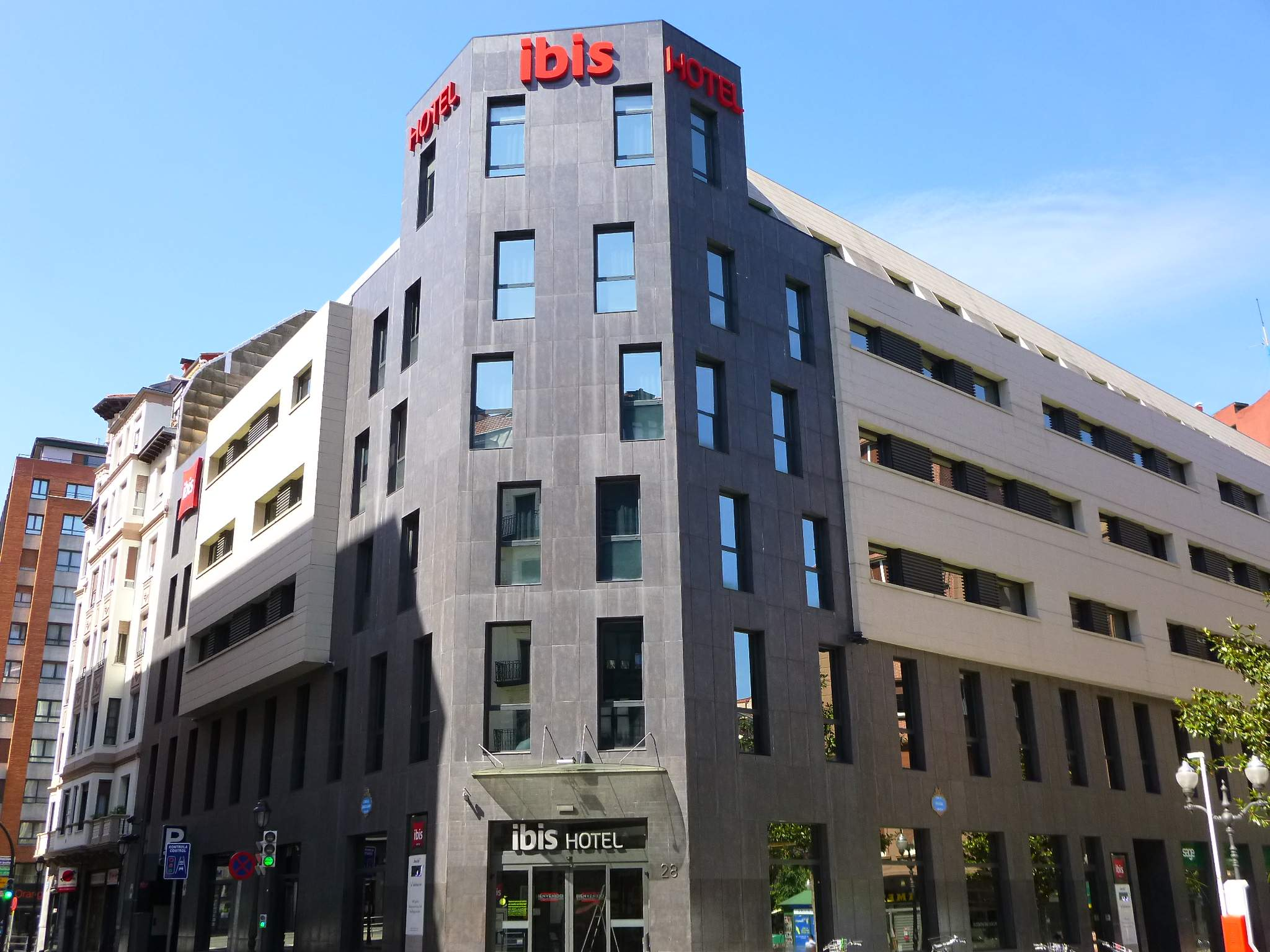
Hotel Ibis
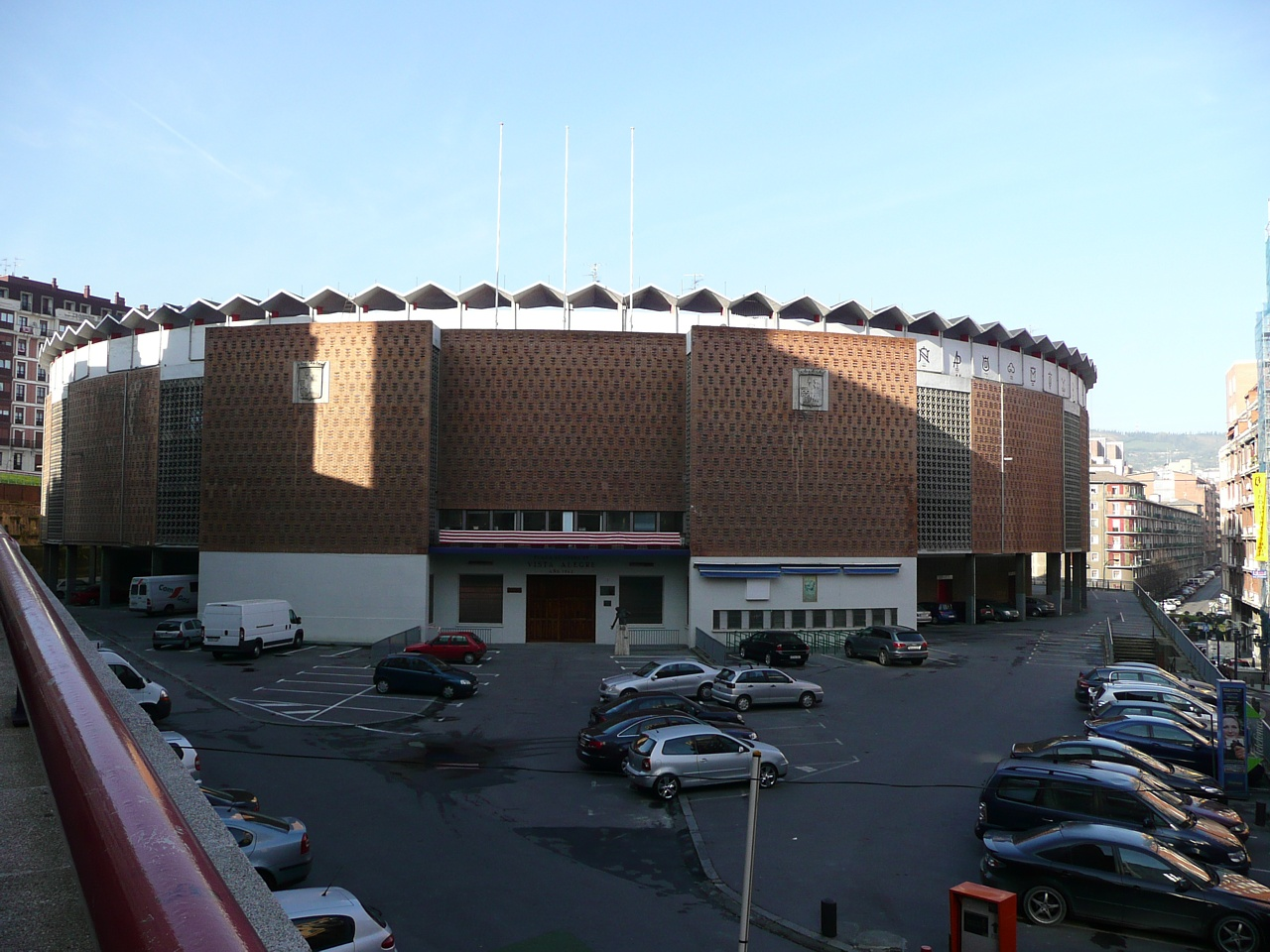
Plaza de toros de Vista Alegre

## Medios de transporte
Estación de Moyua del Metro de Bilbao.